# Калинівка (Полтавський район)
Кали́нівка (МФА: [kɐˈɫɪɲiu̯kɐ] ( прослухати)) — село в Україні, у Машівській селищній громаді Полтавського району Полтавської області. Населення становить 310 осіб. До 2020 орган місцевого самоврядування — Дмитрівська сільська рада.

## Географія
Село Калинівка знаходиться на лівому березі річки Тагамлик, нижче за течією на відстані в 3,5 км розташоване смт Машівка, вище за течією на відстані 2 км і на протилежному березі розташоване село Сахнівщина. Селом протікає річка Труська. Поруч проходять автомобільна дорога Т 1712 та залізниця, зупинний пункт Сухий за 1,5 км.

## Історія
12 червня 2020 року, відповідно до розпорядження Кабінету Міністрів України № 721-р «Про визначення адміністративних центрів та затвердження територій територіальних громад Полтавської області», село увійшло до складу Машівської селищної громади.
19 липня 2020 року, в результаті адміністративно - територіальної реформи та ліквідації Машівського району, село увійшло до складу новоутвореного Полтавського району.

## Економіка
- ПП «Калинівка».

## Об'єкти соціальної сфери
- Клуб.